# Regulamentos
Regulamentos são atos normativos do Poder Executivo, dotados de abstração, generalidade, impessoalidade, imperatividade e inovação, cuja finalidade é desdobrar ou detalhar um ato normativo superior. Produzidos mediante exercício do poder regulamentar (ou função regulamentar), as formas mais comuns de regulamentos são os decretos regulamentares, mas também podem tomar forma de resolução ou outras modalidades, podendo desdobrar preceitos constitucionais de eficácia plena e de eficácia contida e atos legislativos primários (leis complementares, leis ordinárias, leis delegadas, medidas provisórias, decretos legislativos e resoluções).
Regulamentos diferenciam-se dos atos legislativos produzidos pelo Executivo, não pela matéria, mas porque para os legislativos exige-se ordinariamente a participação prévia ou posterior do Legislativo. Embora os regulamentos sejam atos da Administração Pública, não se confundem com os atos administrativos propriamente ditos (esses têm conteúdo concreto, específico e normalmente individual).
Os regulamentos sempre são limitados pelo ato normativo em face do qual são editados (especialmente pela Constituição e pelas leis).

## Classificação
Com relação aos limites, os regulamentos podem ser classificados em regulamento de execução ou restrito, regulamento delegado ou autorizado, regulamento autônomo, e regulamento independente. 
A regra é o regulamento restrito ou de execução, enquanto as demais modalidades são exceções, pois nos sistemas constitucionais contemporâneos prevalece o princípio da legalidade (a lei é o principal comando normativo, cabendo aos decretos regulamentares a tarefa de detalhá-las). Assim, os regulamentos de execução são editados para fiel cumprimento da lei. 
Já os regulamentos delegados ou autorizados também dão cumprimento à lei, mas a Constituição dá maior liberdade em certas matérias que normalmente seriam reservadas à lei.
Por sua vez, regulamento autônomo é editado para explicitar diretamente a Constituição, que poderá confiar discricionariedade ao titular da função regulamentar (no caso do Brasil, o Presidente da República), revelando-se como matéria exclusiva ou reservada apenas ao regulamento, não podendo ser tratada por lei, motivo pelo qual configura ato normativo primário.
Enfim, os regulamentos independentes também explicitam diretamente a Constituição, mas em matérias que poderão ser tratados por leis a qualquer tempo.
Os regulamentos ainda podem ser classificados quanto à previsão normativa para sua edição (espontâneo e provocado ou vinculado), quanto ao âmbito de seus efeitos (interno ou administrativo e externo ou geral), quanto à competência federativa (federal, estadual, distrital, municipal e territorial, além dos editados por regiões de desenvolvimento e unidades regionais) e também quanto à finalidade (nesse caso alcançando vastas possibilidades).